# Peltastisis
Peltastisis is een geslacht van neteldieren uit de klasse van de Anthozoa (bloemdieren).

## Soorten
- Peltastisis cornuta Nutting, 1910
- Peltastisis uniserialis Nutting, 1910